# Mecklenburg-Vorpommern-Pokal
Der Mecklenburg-Vorpommern-Pokal ist der Fußball-Landespokal des Landesfußballverbands Mecklenburg-Vorpommern. Nach seinem Sponsor, der Mecklenburgischen Brauerei Lübz, wird der Pokal der Männer seit der Spielzeit 2013/14 auch als Lübzer Pils Cup bezeichnet. Zuvor hieß er zwischen 2010 und 2013 Krombacher Landespokal. Der Frauenwettbewerb trägt den Titel Polytan-Cup.

## Mecklenburg-Vorpommern-Pokal der Männer

### Modus
Teilnehmer an der Austragung für Männermannschaften sind jeweils die ersten Mannschaften der Dritt-, Regional-, Ober-, Verbands-, Landes- und Landesklassenligisten Mecklenburg-Vorpommerns. Dazu kommen Vereine der niederen Ligen, die sich über die zwei in der Spielzeit 2010/11 erstmals ausgetragenen Landesklassenpokale für den Landespokal qualifizieren. Ab Saison 2017/18 entfällt der Landesklassenpokal. Die Mannschaften der Landesklassen nehmen am Landespokal teil. Der Sieger des Landespokals ist zur Teilnahme am DFB-Pokal berechtigt.
Rekordsieger ist der F.C. Hansa Rostock, der den Pokal bislang elfmal gewann.

### Sieger
Ergebnisse stets aus Sicht des Titelgewinners
| Saison    | Austragungsort                                         | Sieger                                                 | Finalist                                               | Ergebnis                                               | Zuschauer                                              | Quelle      |
| --------- | ------------------------------------------------------ | ------------------------------------------------------ | ------------------------------------------------------ | ------------------------------------------------------ | ------------------------------------------------------ | ----------- |
| 1990/91   | 0                                                      | SV Blau Weiß Parchim                                   | Turniersieger                                          | Turniersieger                                          |                                                        |             |
| 1991/92   | Friedland                                              | SV Post Telekom Neubrandenburg                         | Greifswalder SC                                        | 4:2                                                    | 0250                                                   |             |
| 1992/93   | Demmin                                                 | Greifswalder SC                                        | TSG Neustrelitz                                        | 1:0 n. V.                                              | 0500                                                   |             |
| 1993/94   | Anklam                                                 | Greifswalder SC                                        | FC Neubrandenburg                                      | 1:0                                                    | 0700                                                   |             |
| 1994/95   | Grimmen                                                | Greifswalder SC                                        | PSV Rostock                                            | 5:0                                                    | 0800                                                   |             |
| 1995/96   | Teterow                                                | Greifswalder SC                                        | PSV Rostock                                            | 2:1                                                    | 0300                                                   |             |
| 1996/97   | Sternberg                                              | SV Warnemünde                                          | FC Schönberg 95                                        | 1:0                                                    | 0600                                                   |             |
| 1997/98   | Bützow                                                 | Hansa Rostock II                                       | FC Neubrandenburg                                      | 2:1                                                    | 0610                                                   |             |
| 1998/99   | Grevesmühlen                                           | FC Schönberg 95                                        | FC Eintracht Schwerin                                  | 2:1 n. V.                                              | 1723                                                   | [ 1 ]       |
| 1999/2000 | Neukloster                                             | FC Schönberg 95                                        | Hansa Rostock II                                       | 3:0                                                    | 1000                                                   |             |
| 2000/01   | Neukloster                                             | FC Schönberg 95                                        | Hansa Rostock II                                       | 4:3                                                    | 1000                                                   |             |
| 2001/02   | Neukloster                                             | FC Schönberg 95                                        | Hansa Rostock II                                       | 3:1                                                    | 1200                                                   |             |
| 2002/03   | Schönberg                                              | FC Schönberg 95 II                                     | FC Schönberg 95                                        | 2:1                                                    | 0455                                                   |             |
| 2003/04   | Neubrandenburg                                         | FC Schönberg 95                                        | Torgelower SV Greif                                    | 2:1                                                    | 0749                                                   |             |
| 2004/05   | Neubrandenburg                                         | Hansa Rostock II                                       | Greifswalder SV 04                                     | 4:0                                                    | 0870                                                   | [ 2 ]       |
| 2005/06   | Neukloster                                             | Hansa Rostock II                                       | FSV Bentwisch                                          | 2:1                                                    | 1000                                                   | [ 3 ]       |
| 2006/07   | Waren (Müritz)                                         | TSG Neustrelitz                                        | FSV Bentwisch                                          | 2:0                                                    | 1900                                                   |             |
| 2007/08   | Waren (Müritz)                                         | TSG Neustrelitz                                        | FC Anker Wismar                                        | 3:1                                                    | 1600                                                   |             |
| 2008/09   | Waren (Müritz)                                         | Torgelower SV Greif                                    | TSG Neustrelitz                                        | 1:1 n. V., 3:2 i. E.                                   | 1180                                                   |             |
| 2009/10   | Waren (Müritz)                                         | Torgelower SV Greif                                    | Rostocker FC                                           | 2:1                                                    | 1560                                                   |             |
| 2010/11   | Wismar                                                 | Hansa Rostock                                          | FC Anker Wismar                                        | 3:0                                                    | 4000                                                   | [ 4 ]       |
| 2011/12   | Parchim                                                | FC Schönberg 95                                        | Sievershäger SV                                        | 1:0                                                    | 0722                                                   | [ 5 ]       |
| 2012/13   | Neustrelitz                                            | TSG Neustrelitz                                        | Hansa Rostock                                          | 3:0                                                    | 4500                                                   | [ 6 ]       |
| 2013/14   | Malchow                                                | 1. FC Neubrandenburg 04                                | Sievershäger SV                                        | 4:0                                                    | 1500                                                   | [ 7 ] [ 8 ] |
| 2014/15   | Greifswald                                             | Hansa Rostock                                          | TSG Neustrelitz                                        | 1:0                                                    | 4500                                                   | [ 9 ]       |
| 2015/16   | Neustrelitz                                            | Hansa Rostock                                          | FC Schönberg 95                                        | 0:0 n. V., 4:3 i. E.                                   | 3418                                                   | [ 10 ]      |
| 2016/17   | Neustrelitz                                            | Hansa Rostock                                          | MSV Pampow                                             | 3:1                                                    | 2708                                                   | [ 11 ]      |
| 2017/18   | Neustrelitz                                            | Hansa Rostock                                          | FC Mecklenburg Schwerin                                | 2:1                                                    | 3300                                                   | [ 12 ]      |
| 2018/19   | Neustrelitz                                            | Hansa Rostock                                          | Torgelower FC Greif                                    | 4:1                                                    | 2565                                                   | [ 13 ]      |
| 2019/20   | Rostock                                                | Hansa Rostock                                          | Torgelower FC Greif                                    | 3:0                                                    | 780                                                    | [ 14 ]      |
| 2020/21   | Wettbewerb aufgrund der COVID-19-Pandemie abgebrochen. | Wettbewerb aufgrund der COVID-19-Pandemie abgebrochen. | Wettbewerb aufgrund der COVID-19-Pandemie abgebrochen. | Wettbewerb aufgrund der COVID-19-Pandemie abgebrochen. | Wettbewerb aufgrund der COVID-19-Pandemie abgebrochen. | [ 15 ]      |
| 2021/22   | Neustrelitz                                            | TSG Neustrelitz                                        | Greifswalder FC                                        | 1:1 n. V., 6:5 i. E.                                   | 1832                                                   | [ 16 ]      |
| 2022/23   | Greifswald                                             | Rostocker FC                                           | FSV Einheit Ueckermünde                                | 5:2                                                    | 1272                                                   | [ 17 ]      |
| 2023/24   | Greifswald                                             | Greifswalder FC                                        | TSG Neustrelitz                                        | 5:0                                                    | 2610                                                   | [ 18 ]      |
| 2024/25   | Waren (Müritz)                                         | Hansa Rostock                                          | SV Pastow                                              | 7:0                                                    | 3500                                                   | [ 19 ]      |

### Rekordsieger
| Rang | Verein                  | Pokalsieger | Jahre                                                                  |
| --- | ----------------------- | ----------- | ---------------------------------------------------------------------- |
| 01 | Hansa Rostock           | 11          | 1998 1, 2005 1, 2006 1, 2011, 2015, 2016, 2017, 2018, 2019, 2020, 2025 |
| 02 | FC Schönberg 95         | 07          | 1999, 2000, 2001, 2002, 2003 2, 2004, 2012                             |
| 03 | Greifswalder SC         | 04          | 1993, 1994, 1995, 1996                                                 |
| 03 | TSG Neustrelitz         | 04          | 2007, 2008, 2013, 2022                                                 |
| 05 | Torgelower FC Greif     | 02          | 2009, 2010                                                             |
| 05 | 1. FC Neubrandenburg 04 | 02          | 1992 3, 2014                                                           |
| 07 | SV Blau Weiß Parchim    | 01          | 1991                                                                   |
| 07 | SV Warnemünde           | 01          | 1997                                                                   |
| 07 | Rostocker FC            | 01          | 2023                                                                   |
| 07 | Greifswalder FC         | 01          | 2024                                                                   |
| 1 Die Titel wurde von der zweiten Mannschaft, Hansa Rostock II, gewonnen. 2 Der Titel wurde von der zweiten Mannschaft, FC Schönberg 95 II, gewonnen. 3 Der Titel wurde vom Vorgängerverein, dem SV Post Telekom Neubrandenburg, gewonnen. |                         |             |                                                                        |

|  | Kreis / kreisfreie Stadt    | Pokalsieger | Vereine                                                                |
|  | --------------------------- | ----------- | ---------------------------------------------------------------------- |
|  | Hansestadt Rostock          | 13          | F.C. Hansa Rostock, F.C. Hansa Rostock II, SV Warnemünde, Rostocker FC |
|  | Nordwestmecklenburg         | 07          | FC Schönberg 95, FC Schönberg 95 II                                    |
|  | Vorpommern-Greifswald       | 07          | Greifswalder SC, Torgelower SV Greif, Greifswalder FC                  |
|  | Mecklenburgische Seenplatte | 06          | 1. FC Neubrandenburg 04, Post Telekom Neubrandenburg, TSG Neustrelitz  |
|  | Ludwigslust-Parchim         | 01          | SV Blau Weiß Parchim                                                   |

### Frühere Pokale und ihre Sieger

#### Pommernpokal Kreis Vorpommern
- 1931: Greifswalder SC – Concordia Stralsund 4:1 (2:1)[20]

#### Pommernpokal Kreis Vorpommern-Rügen
- 1932: Greifswalder SC – Swinemünder SC 4:1[21]
- 1933: Greifswalder SC[22]

#### Pommernpokal
- 1934: Greifswalder SC

#### Mecklenburger Landespokal
- 1931: Schweriner Fußball-Club von 1903 – Warnemünder Sportverein von 1911 4:1 (3:0)[23]
- 1948: SG Schwerin – SG Bergen 2:1
- 1949: Volkspolizei Rostock – SG Güstrow 4:3 n. V.

## Mecklenburg-Vorpommern-Pokal der Frauen

### Sieger
| Jahr | Austragungsort                                         | Sieger                                                 | Finalist                                               | Ergebnis                                               | Zuschauer                                              |
| ---- | ------------------------------------------------------ | ------------------------------------------------------ | ------------------------------------------------------ | ------------------------------------------------------ | ------------------------------------------------------ |
| 1991 |                                                        | Post SV Rostock                                        |                                                        |                                                        |                                                        |
| 1992 |                                                        | F.C. Hansa Rostock                                     |                                                        |                                                        |                                                        |
| 1993 |                                                        | F.C. Hansa Rostock                                     |                                                        |                                                        |                                                        |
| 1994 |                                                        | Polizei SV Rostock                                     |                                                        |                                                        |                                                        |
| 1995 |                                                        | Polizei SV Rostock                                     |                                                        |                                                        |                                                        |
| 1996 |                                                        | PSV Neubrandenburg                                     |                                                        |                                                        |                                                        |
| 1997 |                                                        | PSV Neubrandenburg                                     |                                                        |                                                        |                                                        |
| 1998 |                                                        | Polizei SV Rostock                                     |                                                        |                                                        |                                                        |
| 1999 |                                                        | FC Eintracht Schwerin                                  |                                                        |                                                        |                                                        |
| 2000 |                                                        | PSV Neubrandenburg                                     |                                                        |                                                        |                                                        |
| 2001 |                                                        | FC Eintracht Schwerin                                  |                                                        |                                                        |                                                        |
| 2002 |                                                        | FC Eintracht Schwerin                                  |                                                        |                                                        |                                                        |
| 2003 |                                                        | FSV 02 Schwerin                                        |                                                        |                                                        |                                                        |
| 2004 |                                                        | FFV Neubrandenburg                                     | FSV 02 Schwerin                                        |                                                        |                                                        |
| 2005 |                                                        | FFV Neubrandenburg                                     | FSV 02 Schwerin                                        |                                                        |                                                        |
| 2006 |                                                        | SV Hafen Rostock                                       | 1. FC Binz                                             | 6:0                                                    |                                                        |
| 2007 |                                                        | FSV 02 Schwerin                                        | TSV Goldberg 02                                        | 4:1                                                    |                                                        |
| 2008 |                                                        | FSV 02 Schwerin                                        | FFV Neubrandenburg II                                  | 4:0                                                    |                                                        |
| 2009 |                                                        | FFV Neubrandenburg                                     | SV Hafen Rostock                                       | 2:2 n. V., 4:3 i. E.                                   |                                                        |
| 2010 | Waren (Müritz)                                         | SV Hafen Rostock                                       | FSV 02 Schwerin                                        | 5:1                                                    |                                                        |
| 2011 | Malchow                                                | 1. FC Neubrandenburg 04                                | SV Hafen Rostock                                       | 2:0                                                    |                                                        |
| 2012 | Malchow                                                | 1. FC Neubrandenburg 04                                | SV Hafen Rostock                                       | 4:2                                                    |                                                        |
| 2013 | Teterow                                                | 1. FC Neubrandenburg 04                                | SV Hafen Rostock                                       | 5:1                                                    | 120                                                    |
| 2014 | Teterow                                                | FSV 02 Schwerin                                        | 1. FC Neubrandenburg 04                                | 4:3 n. V.                                              | 97                                                     |
| 2015 | Güstrow                                                | 1. FC Neubrandenburg 04                                | Güstrower SC 09                                        | 1:1 n. V., 4:2 i. E.                                   | 180                                                    |
| 2016 | Sternberg                                              | 1. FC Neubrandenburg 04                                | FSV 02 Schwerin                                        | 4:0                                                    |                                                        |
| 2017 | Neubrandenburg                                         | 1. FC Neubrandenburg 04                                | SV Hafen Rostock                                       | 9:1                                                    | 325                                                    |
| 2018 | Neubrandenburg                                         | 1. FC Neubrandenburg 04                                | FSV 02 Schwerin                                        | 4:2                                                    | 150                                                    |
| 2019 | Waren (Müritz)                                         | HSG Warnemünde                                         | 1. FC Neubrandenburg 04                                | 1:1 n. V., 4:3 i. E.                                   | 219                                                    |
| 2020 | Wettbewerb aufgrund der COVID-19-Pandemie abgebrochen. | Wettbewerb aufgrund der COVID-19-Pandemie abgebrochen. | Wettbewerb aufgrund der COVID-19-Pandemie abgebrochen. | Wettbewerb aufgrund der COVID-19-Pandemie abgebrochen. | Wettbewerb aufgrund der COVID-19-Pandemie abgebrochen. |
| 2021 | Wettbewerb aufgrund der COVID-19-Pandemie abgebrochen. | Wettbewerb aufgrund der COVID-19-Pandemie abgebrochen. | Wettbewerb aufgrund der COVID-19-Pandemie abgebrochen. | Wettbewerb aufgrund der COVID-19-Pandemie abgebrochen. | Wettbewerb aufgrund der COVID-19-Pandemie abgebrochen. |
| 2022 | Güstrow                                                | Rostocker FC                                           | FSV 02 Schwerin                                        | 1:0                                                    | 120                                                    |
| 2023 | Grimmen                                                | Rostocker FC                                           | HSG Warnemünde                                         | 2:1                                                    | 480                                                    |
| 2024 | Rostock                                                | F.C. Hansa Rostock                                     | TSV 1860 Stralsund                                     | 1:1 n. V., 4:3 i. E.                                   | 972                                                    |
| 2025 | Neubrandenburg                                         | 1. FC Neubrandenburg 04                                | FSV 02 Schwerin                                        | 4:0                                                    | 310                                                    |

### Rekordsieger
| Rang | Verein                  | Pokalsieger | Jahre                                                                                          |
| --- | ----------------------- | ----------- | ---------------------------------------------------------------------------------------------- |
| 01 | 1. FC Neubrandenburg 04 | 14          | 1996 4, 1997 4, 2000 4, 2004 5, 2005 5, 2009 5, 2011, 2012, 2013, 2015, 2016, 2017, 2018, 2025 |
| 02 | FSV 02 Schwerin         | 07          | 1999 8, 2001 8, 2002 8, 2003, 2007, 2008, 2014                                                 |
| 03 | SV Hafen Rostock        | 06          | 1991 6, 1994 7, 1995 7, 1998 7, 2006, 2010                                                     |
| 04 | Hansa Rostock           | 03          | 1992, 1993, 2024                                                                               |
| 05 | Rostocker FC            | 02          | 2022, 2023                                                                                     |
| 06 | HSG Warnemünde          | 01          | 2019                                                                                           |
| 4 Die Titel wurde vom Vorgängerverein, dem PSV Neubrandenburg, gewonnen. 5 Die Titel wurde vom Vorgängerverein, dem FFV Neubrandenburg , gewonnen. 6 Der Titel wurde vom Vorgängerverein, dem Post SV Rostock, gewonnen. 7 Die Titel wurde vom Vorgängerverein, dem Polizei SV Rostock , gewonnen. 8 Die Titel wurde vom Vorgängerverein, dem FC Eintracht Schwerin , gewonnen. |                         |             |                                                                                                |

|  | Kreis                       | Pokalsieger | Vereine                                                                                            |
|  | --------------------------- | ----------- | -------------------------------------------------------------------------------------------------- |
|  | Mecklenburgische Seenplatte | 14          | 1. FC Neubrandenburg 04, FFV Neubrandenburg, SV Neubrandenburg                                     |
|  | Hansestadt Rostock          | 12          | Hansa Rostock, Polizei SV Rostock, Post SV Rostock, SV Hafen Rostock, HSG Warnemünde, Rostocker FC |
|  | Landeshauptstadt Schwerin   | 07          | FC Eintracht Schwerin, FSV 02 Schwerin                                                             |

## Mecklenburg-Vorpommern-Pokal der Jugend-Mannschaften

### Sieger
| Jahr | Audi-Cup/Palmberg-Landespokal                           | Audi-Cup/Palmberg-Landespokal                           | Audi-Cup/Palmberg-Landespokal                           | Audi-Cup/Palmberg-Landespokal                           | AOK-Cup/AOK-Landespokal                                 | AOK-Cup/AOK-Landespokal                                 | AOK-Cup/AOK-Landespokal                                 |
| Jahr | A-Junioren                                              | B-Junioren                                              | C-Junioren                                              | D-Junioren                                              | B-Juniorinnen                                           | C-Juniorinnen                                           | D-Juniorinnen                                           |
| ---- | ------------------------------------------------------- | ------------------------------------------------------- | ------------------------------------------------------- | ------------------------------------------------------- | ------------------------------------------------------- | ------------------------------------------------------- | ------------------------------------------------------- |
| 1991 | Post Neubrandenburg                                     | Post Neubrandenburg                                     |                                                         |                                                         |                                                         |                                                         |                                                         |
| 1992 | VfL Rostock                                             | F.C. Hansa Rostock                                      |                                                         |                                                         |                                                         |                                                         |                                                         |
| 1993 | F.C. Hansa Rostock                                      | Parchimer FC                                            |                                                         |                                                         |                                                         |                                                         |                                                         |
| 1994 | F.C. Hansa Rostock                                      | TSV 1860 Stralsund                                      |                                                         |                                                         |                                                         |                                                         |                                                         |
| 1995 | Schweriner SC                                           | F.C. Hansa Rostock                                      |                                                         |                                                         |                                                         |                                                         |                                                         |
| 1996 | Greifswalder SC                                         | Greifswalder SC                                         |                                                         |                                                         |                                                         |                                                         |                                                         |
| 1997 | Greifswalder SC                                         | F.C. Hansa Rostock                                      |                                                         |                                                         |                                                         |                                                         |                                                         |
| 1998 | FC Eintracht Schwerin II                                | F.C. Hansa Rostock                                      |                                                         |                                                         |                                                         |                                                         |                                                         |
| 1999 | F.C. Hansa Rostock                                      | FC Eintracht Schwerin                                   |                                                         |                                                         |                                                         |                                                         |                                                         |
| 2000 | F.C. Hansa Rostock                                      | FC Tollense Neubrandenburg                              |                                                         |                                                         |                                                         |                                                         |                                                         |
| 2001 | F.C. Hansa Rostock                                      | F.C. Hansa Rostock                                      |                                                         |                                                         |                                                         |                                                         |                                                         |
| 2002 | F.C. Hansa Rostock                                      | F.C. Hansa Rostock                                      |                                                         |                                                         |                                                         |                                                         |                                                         |
| 2003 | F.C. Hansa Rostock                                      | F.C. Hansa Rostock                                      |                                                         |                                                         |                                                         |                                                         |                                                         |
| 2004 | F.C. Hansa Rostock                                      | F.C. Hansa Rostock                                      |                                                         |                                                         |                                                         |                                                         |                                                         |
| 2005 | F.C. Hansa Rostock                                      | F.C. Hansa Rostock                                      |                                                         |                                                         |                                                         |                                                         |                                                         |
| 2006 | F.C. Hansa Rostock                                      | F.C. Hansa Rostock                                      |                                                         |                                                         | FFV Neubrandenburg                                      |                                                         |                                                         |
| 2007 | F.C. Hansa Rostock                                      | F.C. Hansa Rostock                                      |                                                         |                                                         | FFV Neubrandenburg                                      |                                                         |                                                         |
| 2008 | F.C. Hansa Rostock                                      | 1. FC Neubrandenburg 04                                 |                                                         | F.C. Hansa Rostock                                      | SV Hafen Rostock                                        |                                                         |                                                         |
| 2009 | F.C. Hansa Rostock                                      | F.C. Hansa Rostock                                      | FC Eintracht Schwerin                                   | F.C. Hansa Rostock                                      | FFV Neubrandenburg                                      |                                                         |                                                         |
| 2010 | F.C. Hansa Rostock                                      | F.C. Hansa Rostock                                      | F.C. Hansa Rostock                                      | FC Eintracht Schwerin                                   | FSV 02 Schwerin                                         |                                                         |                                                         |
| 2011 | F.C. Hansa Rostock                                      | F.C. Hansa Rostock                                      | F.C. Hansa Rostock                                      | F.C. Hansa Rostock II                                   | FSV 02 Schwerin                                         |                                                         |                                                         |
| 2012 | F.C. Hansa Rostock                                      | F.C. Hansa Rostock                                      | 1. FC Neubrandenburg 04                                 | FC Eintracht Schwerin                                   | 1. FC Neubrandenburg 04                                 | 1. FC Neubrandenburg 04                                 | 1. FC Neubrandenburg 04                                 |
| 2013 | F.C. Hansa Rostock                                      | F.C. Hansa Rostock                                      | F.C. Hansa Rostock                                      | FC Anker Wismar                                         | 1. FC Neubrandenburg 04                                 | 1. FC Neubrandenburg 04                                 | 1. FC Neubrandenburg 04                                 |
| 2014 | F.C. Hansa Rostock                                      | F.C. Hansa Rostock                                      | F.C. Hansa Rostock                                      | FC Mecklenburg Schwerin                                 | 1. FC Neubrandenburg 04                                 | 1. FC Neubrandenburg 04                                 | 1. FC Neubrandenburg 04                                 |
| 2015 | F.C. Hansa Rostock                                      | FC Mecklenburg Schwerin                                 | F.C. Hansa Rostock                                      | FC Mecklenburg Schwerin                                 | 1. FC Neubrandenburg 04                                 | 1. FC Neubrandenburg 04                                 | 1. FC Neubrandenburg 04                                 |
| 2016 | F.C. Hansa Rostock                                      | F.C. Hansa Rostock                                      | FC Mecklenburg Schwerin                                 | F.C. Hansa Rostock                                      | 1. FC Neubrandenburg 04                                 | 1. FC Neubrandenburg 04                                 | 1. FC Neubrandenburg 04                                 |
| 2017 | FC Förderkader René Schneider                           | TSG Neustrelitz                                         | F.C. Hansa Rostock                                      | F.C. Hansa Rostock                                      | 1. FC Neubrandenburg 04                                 | 1. FC Neubrandenburg 04                                 | SFV Nossentiner-Hütte                                   |
| 2018 | 1. FC Neubrandenburg 04                                 | Güstrower SC 09                                         | 1. FC Neubrandenburg 04                                 | F.C. Hansa Rostock                                      | 1. FC Neubrandenburg 04                                 | 1. FC Neubrandenburg 04                                 | 1. FC Neubrandenburg 04                                 |
| 2019 | 1. FC Neubrandenburg 04                                 | 1. FC Neubrandenburg 04                                 | F.C. Hansa Rostock                                      | Greifswalder FC                                         | TSV 1860 Stralsund                                      | 1. FC Neubrandenburg 04                                 | 1. FC Neubrandenburg 04                                 |
| 2020 | Wettbewerbe aufgrund der COVID-19-Pandemie abgebrochen. | Wettbewerbe aufgrund der COVID-19-Pandemie abgebrochen. | Wettbewerbe aufgrund der COVID-19-Pandemie abgebrochen. | Wettbewerbe aufgrund der COVID-19-Pandemie abgebrochen. | Wettbewerbe aufgrund der COVID-19-Pandemie abgebrochen. | Wettbewerbe aufgrund der COVID-19-Pandemie abgebrochen. | Wettbewerbe aufgrund der COVID-19-Pandemie abgebrochen. |
| 2021 | Wettbewerbe aufgrund der COVID-19-Pandemie abgebrochen. | Wettbewerbe aufgrund der COVID-19-Pandemie abgebrochen. | Wettbewerbe aufgrund der COVID-19-Pandemie abgebrochen. | Wettbewerbe aufgrund der COVID-19-Pandemie abgebrochen. | Wettbewerbe aufgrund der COVID-19-Pandemie abgebrochen. | Wettbewerbe aufgrund der COVID-19-Pandemie abgebrochen. | Wettbewerbe aufgrund der COVID-19-Pandemie abgebrochen. |
| 2022 | Greifswalder FC                                         | Greifswalder FC                                         | F.C. Hansa Rostock                                      | FC Mecklenburg Schwerin                                 | Rostocker FC                                            | 1. FC Neubrandenburg 04                                 | Rostocker FC                                            |
| 2023 | PSV Wismar                                              | FC Förderkader René Schneider                           | F.C. Hansa Rostock                                      | FC Mecklenburg Schwerin                                 | Rostocker FC                                            | 1. FC Neubrandenburg 04                                 | KAW NVP-Rügen                                           |
| 2024 | FC Förderkader René Schneider                           | F.C. Hansa Rostock II                                   | F.C. Hansa Rostock                                      | F.C. Hansa Rostock                                      | 1. FC Neubrandenburg 04                                 | 1. FC Neubrandenburg 04                                 | 1. FC Neubrandenburg 04                                 |
| 2025 | 1. FC Neubrandenburg 04                                 | FC Mecklenburg Schwerin                                 | Greifswalder FC                                         | FC Förderkader René Schneider                           | F.C. Hansa Rostock                                      | 1. FC Neubrandenburg 04                                 | F.C. Hansa Rostock                                      |

### Rekordsieger
| Jugend                                                                         |  | Verein                        | Pokalsieger | Jahre |
| ------------------------------------------------------------------------------ |  | ----------------------------- | ----------- | --- |
| A-Junioren                                                                     |  | F.C. Hansa Rostock            | 20          | 1993, 1994, 1999, 2000, 2001, 2002, 2003, 2004, 2005, 2006, 2007, 2008, 2009, 2010, 2011, 2012, 2013, 2014, 2015, 2016 |
| A-Junioren                                                                     |  | 1. FC Neubrandenburg 04       | 3           | 2018, 2019, 2025 |
| A-Junioren                                                                     |  | FC Förderkader René Schneider | 2           | 2017, 2024 |
| A-Junioren                                                                     |  | Greifswalder SC               | 2           | 1996, 1997 |
| B-Junioren                                                                     |  | F.C. Hansa Rostock            | 19          | 1992, 1995, 1997, 1998, 2001, 2002, 2003, 2004, 2005, 2006, 2007, 2009, 2010, 2011, 2012, 2013, 2014, 2016, 2024 1     |
| B-Junioren                                                                     |  | FC Mecklenburg Schwerin       | 3           | 1999, 2015, 2025 |
| C-Junioren                                                                     |  | F.C. Hansa Rostock            | 10          | 2010, 2011, 2013, 2014, 2015, 2017, 2019, 2022, 2023, 2024                                                             |
| C-Junioren                                                                     |  | 1. FC Neubrandenburg 04       | 2           | 2012, 2018 |
| C-Junioren                                                                     |  | FC Mecklenburg Schwerin       | 2           | 2009, 2016 |
| D-Junioren                                                                     |  | F.C. Hansa Rostock            | 7           | 2008, 2009, 2011 1, 2016, 2017, 2018, 2024                                                                             |
| D-Junioren                                                                     |  | FC Mecklenburg Schwerin       | 6           | 2010, 2012, 2014, 2015, 2022, 2023                                                                                     |
| B-Juniorinnen                                                                  |  | 1. FC Neubrandenburg 04       | 8           | 2012, 2013, 2014, 2015, 2016, 2017, 2018, 2024                                                                         |
| B-Juniorinnen                                                                  |  | FFV Neubrandenburg            | 3           | 2006, 2007, 2009 |
| B-Juniorinnen                                                                  |  | Rostocker FC                  | 2           | 2022, 2023 |
| B-Juniorinnen                                                                  |  | FSV 02 Schwerin               | 2           | 2010, 2011 |
| C-Juniorinnen                                                                  |  | 1. FC Neubrandenburg 04       | 12          | 2012, 2013, 2014, 2015, 2016, 2017, 2018, 2019, 2022, 2023, 2024, 2025                                                 |
| D-Juniorinnen                                                                  |  | 1. FC Neubrandenburg 04       | 8           | 2012, 2013, 2014, 2015, 2016, 2018, 2019, 2024                                                                         |
| 1 Der Titel wurde von der zweiten Mannschaft, F.C. Hansa Rostock II, gewonnen. |  |                               |             | |

| Jugend        |  | Kreis                       | Pokalsieger | Vereine                                                                                   |
| ------------- |  | --------------------------- | ----------- | ----------------------------------------------------------------------------------------- |
| A-Junioren    |  | Hansestadt Rostock          | 23          | F.C. Hansa Rostock, VfL Rostock, FC Förderkader René Schneider                            |
| A-Junioren    |  | Mecklenburgische Seenplatte | 4           | Post Neubrandenburg, 1. FC Neubrandenburg 04                                              |
| A-Junioren    |  | Vorpommern-Greifswald       | 3           | Greifswalder SC, Greifswalder FC                                                          |
| A-Junioren    |  | Landeshauptstadt Schwerin   | 2           | FC Eintracht Schwerin II, Schweriner SC                                                   |
| A-Junioren    |  | Nordwestmecklenburg         | 1           | PSV Wismar                                                                                |
| B-Junioren    |  | Hansestadt Rostock          | 20          | F.C. Hansa Rostock, FC Förderkader René Schneider                                         |
| B-Junioren    |  | Mecklenburgische Seenplatte | 5           | 1. FC Neubrandenburg 04, FC Tollense Neubrandenburg, Post Neubrandenburg, TSG Neustrelitz |
| B-Junioren    |  | Landeshauptstadt Schwerin   | 3           | FC Mecklenburg Schwerin                                                                   |
| B-Junioren    |  | Vorpommern-Greifswald       | 2           | Greifswalder SC, Greifswalder FC                                                          |
| B-Junioren    |  | Ludwigslust-Parchim         | 1           | Parchimer FC                                                                              |
| B-Junioren    |  | Vorpommern-Rügen            | 1           | TSV 1860 Stralsund                                                                        |
| B-Junioren    |  | Landkreis Rostock           | 1           | Güstrower SC 09                                                                           |
| C-Junioren    |  | Hansestadt Rostock          | 10          | F.C. Hansa Rostock                                                                        |
| C-Junioren    |  | Mecklenburgische Seenplatte | 2           | 1. FC Neubrandenburg 04                                                                   |
| C-Junioren    |  | Landeshauptstadt Schwerin   | 2           | FC Mecklenburg Schwerin                                                                   |
| C-Junioren    |  | Vorpommern-Greifswald       | 1           | Greifswalder FC                                                                           |
| D-Junioren    |  | Hansestadt Rostock          | 8           | F.C. Hansa Rostock II, F.C. Hansa Rostock, FC Förderkader René Schneider                  |
| D-Junioren    |  | Landeshauptstadt Schwerin   | 6           | FC Mecklenburg Schwerin                                                                   |
| D-Junioren    |  | Vorpommern-Greifswald       | 1           | Greifswalder FC                                                                           |
| D-Junioren    |  | Nordwestmecklenburg         | 1           | FC Anker Wismar                                                                           |
| B-Juniorinnen |  | Mecklenburgische Seenplatte | 11          | 1. FC Neubrandenburg 04, FFV Neubrandenburg                                               |
| B-Juniorinnen |  | Hansestadt Rostock          | 4           | SV Hafen Rostock, Rostocker FC, F.C. Hansa Rostock                                        |
| B-Juniorinnen |  | Landeshauptstadt Schwerin   | 2           | FSV 02 Schwerin                                                                           |
| B-Juniorinnen |  | Vorpommern-Rügen            | 1           | TSV 1860 Stralsund                                                                        |
| C-Juniorinnen |  | Mecklenburgische Seenplatte | 12          | 1. FC Neubrandenburg 04                                                                   |
| D-Juniorinnen |  | Mecklenburgische Seenplatte | 10          | 1. FC Neubrandenburg 04, SFV Nossentiner-Hütte                                            |
| D-Juniorinnen |  | Hansestadt Rostock          | 2           | Rostocker FC, F.C. Hansa Rostock                                                          |
| D-Juniorinnen |  | Vorpommern-Rügen            | 1           | TSV 1860 Stralsund (KAW NVP-Rügen)                                                        |